# 日産ディーゼル・バイソン

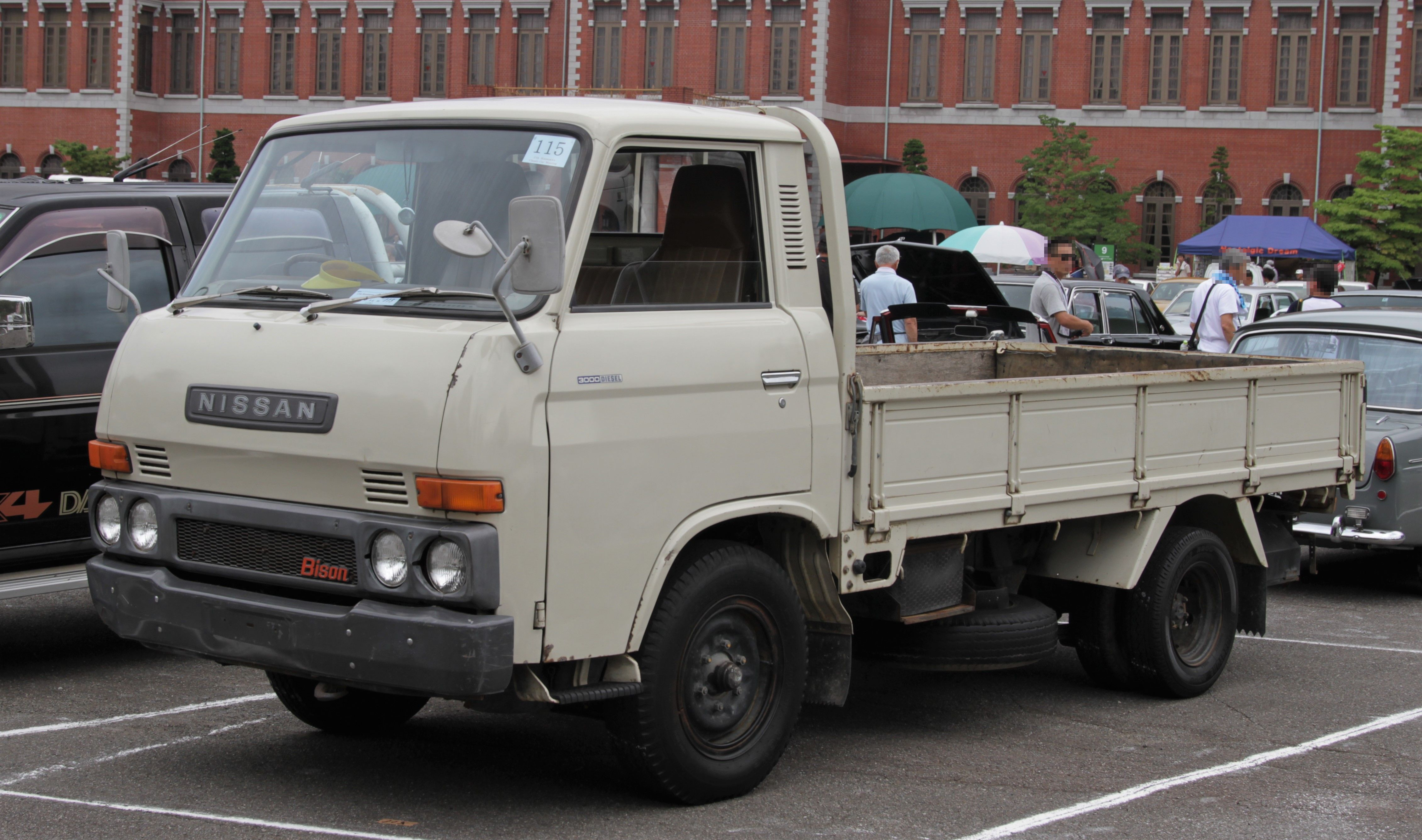
バイソン

バイソン は、日産ディーゼル工業（現：UDトラックス） で販売されていた小型トラック。

## 概要
日産自動車が製造・販売する小型トラック、キャブオール（日産店・モーター店扱い）とクリッパー（プリンス店扱い）の兄弟車として1979年（昭和54年）9月に誕生した。型式はYC341型系。キャブオール、クリッパーに設定されていたガソリンエンジン車の設定はない。
その名前自体には力強さがあるものの、「倍損」とも受け止められる語感を敬遠するユーザーもあったという。
外観上は基本的にキャブオールおよびクリッパーと同様であったが、車体色にコンドル（CM90系）と同じホワイトを採用する点が異なる（キャブオールが青でクリッパーが緑）。またグリルの上部には、コンドルと同様にネームガーニッシュが取り付けられた。
1980年（昭和55年）6月、一部改良。ED33型エンジンを新たに設定し、冷間時の始動性向上のためにオートグロー及びアフターグローを追加、安全対策として、ロングボディー車のキャブ左側面にセーフティーウインドウを追加し、一部車種に排気ブレーキがオプション設定された。パワーステアリングも一部車種にオプション設定されたが、クーラーとは同時装着不可であった。
その後、1981年（昭和56年）12月に「コンドル20 / 30」（H40型系。アトラスの兄弟車）としてフルモデルチェンジし、その短い歴史の幕を閉じた。

## 車名の由来
アメリカバイソンなど、バイソン属の「野牛」の意味。